# Charles-Antoine-Claude de Chazerat
Charles Antoine Claude de Chazerat né le 20 avril 1728 et décédé le 7 septembre 1824, comte de Lezoux, vicomte d'Aubusson, seigneur de Ligonne, a été le dernier intendant d'Auvergne avant la Révolution (1774-1789).

## Biographie
Charles Antoine Claude de Chazerat est baptisé à Clermont-Ferrand, paroisse Saint-Genès, le 20 avril 1729. Il est le fils d'Antoine François de Chazerat (1695-1754), premier président de la cour des aides de Clermont-Ferrand et de Claude Amable de Ribeyre, elle-même fille de Charles de Ribeyre (1667-1736), premier président de la même cour.
Il épouse le 19 janvier 1750, à Riom, Gilberte Rollet, fille d'un trésorier de France au bureau des finances de la généralité de Riom, qui lui apporte le château de Mirabel, situé au sud de Riom.
Jouissant d'une fortune considérable héritée de sa famille paternelle et de sa famille maternelle ou venue par sa femme, il se fit construire entre 1759 et 1769 à Clermont-Ferrand une demeure au décor néo-classique, l'hôtel de Chazerat ; il agrandit et aménagea somptueusement le château de Ligones (ou Ligonne), près de Lezoux, qu'avait construit son grand-père Claude de Chazerat, et reconstruisit dans le style Louis XVI le château de Mirabel.
Il émigra lors de la révolution française en octobre 1789 en Suisse et revient en 1803 lorsqu'il aura obtenu de Bonaparte sa radiation de la liste des Emigrés.
Il meurt à Clermont-Ferrand le 17 septembre 1824 à 95 ans et il est enterré dans cette ville au cimetière des Carmes.

## Carrière
- Géographe ordinaire du Roi le 9 juillet 1754.
- Intendant d'Auvergne de 1772 à la Révolution.
- Maître des requêtes du 24 mars 1773 à la Révolution.
- Commandant de la garde nationale de Lezoux en 1789.